# Die Scharlachpest
Die Scharlachpest (Originaltitel: The Scarlet Plague) ist ein 1912 erschienener Science-Fiction-Roman von Jack London. In ihm versucht einer der wenigen Überlebenden einer im Jahr 2013 ausgebrochenen Pandemie in einer postapokalyptischen Welt, das Wissen um die Vergangenheit vor dem vollständigen Untergang zu bewahren.

## Inhalt
Die Rahmenerzählung spielt an der kalifornischen Küste in einer von der Natur zurückeroberten wilden Landschaft, in der die Menschen von Grislybären und Wölfen bedroht werden. Ein in Ziegenfelle gekleideter Greis namens Granser – verschliffen aus englisch grandsire („Großvater“ oder „Ahn“) – erzählt drei jungen Wildlingen, seinem Enkel Edwin und den Ziegenhirten Huhu und Hasenscharte, von der Welt des Jahres 2013, die 60 Jahre zuvor durch eine weltweite Pandemie, eben die titelgebende „Scharlachpest“, unterging, als von einer Million Menschen nur einer überlebte. Damals hieß der inzwischen leicht gelähmte und etwas senile Greis James Howard Smith und war Professor für englische Literatur an der kalifornischen Universität Berkeley. Die Zivilisation ist zusammengebrochen und Granser ist der letzte Überlebende einer Welt, die beherrscht wurde von Wissenschaft, Technik und einem globalen kapitalistischen System, an dessen Spitze der Rat der Industrie-Magnaten („Board of Industrial Magnates“) stand. Die Gruppe hört den Erzählungen Gransers mit einer Mischung aus Unglaube und Ungeduld zu, oft auch mit Unverständnis und daraus resultierender Langeweile, insbesondere dann, wenn Granser zurückfällt in die Redeweisen und Begrifflichkeiten des Jahres 2013, denn die Sprache ist primitiver geworden – ein barbarisches Idiom in den Augen des ehemaligen Englischprofessors:

„Sie redeten mit einsilbigen Worten und kurzen, abgebrochenen Sätzen, eher Kauderwelsch als eine Sprache. Und doch war sie durchzogen von Spuren grammatischer Konstruktion und Reste der Formen einer überlegenen Kultur waren erkennbar.“

Den Hauptteil des Romans nimmt  der Bericht darüber ein, wie der damals 27 Jahre alte Professor Smith den Ausbruch und Verlauf der Seuche erlebte. Die Seuche bricht in London aus, bald gibt es erste Fälle in New York und von den Zentren der Zivilisation breitet sie sich unaufhaltsam und mit einer Geschwindigkeit aus, die jeden Versuch, ein Heilmittel zu finden, zunichtemacht. Smith beschreibt den Verlauf mit medizinischer Genauigkeit:

„Von den ersten Anzeichen ab würde man nach einer Stunde tot sein. Bei manchen dauerte es mehrere Stunden. Viele starben binnen zehn oder fünfzehn Minuten nach dem Auftreten erster Symptome. Der Herzschlag beschleunigte sich und die Körpertemperatur stieg. Dann kam ein scharlachfarbener Ausschlag, der wie ein Lauffeuer sich über Gesicht und Körper verbreitete. Die meisten bemerkten den Anstieg von Puls und Temperatur nicht, erst mit dem Ausschlag wussten sie dann. Gewöhnlich traten zusammen mit diesem Krämpfe auf, doch sie dauerten nicht lange und waren nicht besonders heftig. Wer sie überlebte, wurde ganz ruhig, spürte nur, wie eine Taubheit von den Füßen auf schnell nach oben kroch. Erst wurden die Fersen taub, dann die Beine, die Hüfte und wenn die Taubheit das Herz erreichte, dann starb man. Man wütete nicht, noch ermattete man. Der Geist blieb ruhig und gelassen bis zum Taubwerden des Herzens und Tod. Seltsam war außerdem die Schnelligkeit der Verwesung. Kaum war der Tod eingetreten, schien der Körper auseinander zu fallen, im Zusehen wegzuschmelzen. Das war ein Grund für die schnelle Ausbreitung der Seuche. All die Milliarden von Keime in einer Leiche wurde so unmittelbar frei gesetzt.“

Als immer mehr Menschen sterben, bricht Panik und Aufruhr aus. Nach dem Tod seines Bruders isoliert Smith sich mit einer Gruppe im Chemistry Building der Universität, von wo aus die Eingeschlossenen die brennende Stadt sehen. Bewaffnete Banden ziehen durch die Straßen, plündernd und brandstiftend. Es sind die bis dahin wie Sklaven gehaltenen Angehörigen der Unterschicht, die nun von ihren Ketten befreit sind und ihr Teil zum Untergang der Zivilisation beitragen:

„Inmitten unserer zivilierten Welt, tief unten in den Slums und Arbeiter-Ghettos, hatten wir eine Rasse von Barbaren und Wilden gezüchtet; und nun, in der Stunde unserer Not, wandten sie sich gegen uns wie die wilden Tiere, die sie waren, und sie zerstörten uns. Und sich selbst zerstörten sie gleicherweise.“

Auch im Chemiegebäude bricht die Seuche aus und die Überlebenden planen, sich auf den Weg aus der Stadt zu machen und auf dem Land die Seuche vielleicht hinter sich zu lassen. Mit einem Auto und einem Pony macht eine Gruppe von 47 Personen sich auf den Weg. Aber auch von diesen sterben nach und nach alle bis auf Smith und das Pony. Smith beobachtet die ersten Veränderungen einer nun menschenleeren Welt, sieht, wie die Haustiere entweder verwildern oder sämtlich gefressen werden. Er wandert nach Osten durch das San Joaquin Valley und gelangt schließlich in das Yosemite Valley. Erst nach drei Jahren kehrt er – zusammen mit einem Pferd, dem Pony und zwei Hunden – zurück. Er staunt über das schnelle Verschwinden landwirtschaftlicher Kulturspuren:

„[…] der Weizen, die Gemüse, die Obstbäume, immer waren sie vom Menschen versorgt und gepflegt worden und daher weich und empfindlich. Das Unkraut, Gesträuch und dergleichen dagegen waren immer bekämpft worden vom Menschen und waren daher zäh und widerstandsfähig. Das Ergebnis: Sobald der menschliche Einfluss verschwunden war, wurden die Kulturpflanzen von der Wildnis praktisch vollständig überwältigt und zerstört.“

Am Lake Temescal nordöstlich von Oakland trifft Smith erstmals weitere Überlebende. Der erste Mensch, den er trifft, ist Bill, ein ehemaliger Chauffeur, ein Barbar von ungezügelter Brutalität. Seine Frau ist Vesta Van Warden, Witwe des Vorsitzenden des Rats der Industrie-Magnaten, die damals die USA beherrschten. Der Chauffeur hat sie durch Misshandlungen zu seiner „Squaw“ und Sklavin gemacht. Smith kann ihr nicht helfen, verlässt das Lager des Chauffeurs und sucht jenseits der Carquinez-Straße nach einer weiteren Überlebendengruppe von 18 Personen, dem Santa-Rosa-Stamm, den er im Sonoma Valley schließlich findet. Er schließt sich dem Stamm an und nimmt sich eine Frau. Die verstreuten Gruppen heiraten fortan untereinander und beginnen, sich zu vermehren; das alte Wissen geht aber nach und nach völlig verloren. Smith hofft, dass irgendwann jemand die von ihm geretteten Bücher findet und mit Hilfe eines Alphabet-Schlüssels lernt, sie zu lesen. Sein Ausblick aber ist pessimistisch, auch auf eine irgendwann in der Zukunft wiedererstehende Zivilisation, denn mit dieser wird auch die Technik wieder entstehen und mit dieser Waffen und Sprengstoffe:

„Das Schießpulver wird kommen. Nichts kann es aufhalten – immer wieder die gleiche alte Geschichte. Menschen vermehren sich, Menschen kämpfen. Mit dem Schießpulver können Menschen Millionen anderer Menschen töten, und nur so, durch Feuer und Blut, wird eines fernen Tages eine neue Zivilisation sich entwickeln. Und was wird der Nutzen sein? So wie die alte Zivilisation verschwand, so wird auch die neue dahingehn. Ihr Aufbau mag 50.000 Jahre währen, doch auch sie wird wieder versinken.“

## Hintergrund
Als London den Roman 1910 schrieb, lag das große Erdbeben von San Francisco 1906, bei dem vor allem durch die auf das Erdbeben folgenden Brände große Teile der Stadt zerstört worden waren, nur wenige Jahre zurück. London war Augenzeuge der Zerstörungen und hatte einen Bericht verfasst, der im Magazin Collier’s erschienen war. Darin schilderte er die riesigen Rauchwolken über der Stadt, die Karawanen von obdachlos gewordenen Bewohnern und auch die bemerkenswerte Ruhe, mit der die Katastrophe hingenommen wurde – ganz anders als die Szenen von Raserei und Plünderung, welche in The Scarlet Plague den Zusammenbruch begleiten. Die naheliegende Vermutung, der Eindruck des Erdbebens wäre eine Inspiration seiner Untergangserzählung gewesen, wird von Joan London in der Biographie ihres Vaters bestätigt.
Im deutschen Sprachraum ist Jack London zwar hauptsächlich bekannt als Autor von Werken wie Der Seewolf und Wolfsblut, tatsächlich ist London aber auch ein bedeutender Vertreter der frühen Science-Fiction.
Die Scharlachpest ist eine der ersten Dystopien, d. h. postapokalyptischen Romane, auch wenn sie in Mary Shelleys 1826 erschienenem Roman Der letzte Mensch einen frühen Vorläufer hatte. London war auch in der amerikanischen Literatur nicht der erste Vertreter einer postapokalyptischen Tradition. Als weitere Vorläufer sind zu nennen Bret Hartes The Ruins of San Francisco (1865), Robert Duncan Milnes Plucked from the Burning (1882) und
Ambrose Bierces For the Ahkoond (1888).
Auch das Sujet „Seuche und Epidemie“ war zuvor in der Literatur schon vielfach behandelt worden, hier aber liegt das Gewicht nicht nur auf dem Verlauf einer Epidemie, sondern ebenso auf der Darstellung einer durch eine globale Seuche völlig veränderten Welt. Ein weiteres Merkmal, das den Roman von anderen Vorläufern abhebt, ist die Verarbeitung der damals neuen Erkenntnisse – unter anderen von Louis Pasteur und Robert Koch – zur Verursachung von Infektionen durch mikrobielle Erreger, erstmals sichtbar gemacht durch leistungsfähige Mikroskope (in der Romanwelt von 2013 sind das 40000fach vergrößernde „Ultra-Mikroskope“).
Den Aspekt der Darstellung der Sklaven- bzw. Arbeiterklasse behandelt Rosetti in ihrem Aufsatz von 2015. Sie zeigt auf, dass London trotz seiner sonst vertretenen sozialistischen Positionen hier damals populären und auch heute noch nur allzu bekannten rassistischen und fremdenfeindlichen Narrativen folgt, die etwa mit Besorgnis die Vermehrungsmüdigkeit der „echten“ Amerikaner mit der Fruchtbarkeit der Einwanderer verglichen und daraus eine Bedrohung der arischen Rasse ableiteten. Vermengt wurde das mit sozialdarwinistischen Ideen, wie sie seinerzeit insbesondere von Herbert Spencer popularisiert wurden. Es ist daher kein sozialistisches Utopia, das dem Untergang des kapitalistischen Oligarchentums folgt, sondern der Triumph der Barbarei einer proletarischen Untermenschenklasse, repräsentiert durch den brutalen ehemaligen Chauffeur Bill.

## Ausgaben
- Erstdruck in: The London Magazine, Juni 1912
- US-Erstausgabe: The Scarlet Plague. Macmillan, New York 1914 (eine 1912 bei Paul R. Reynolds, New York erschienene Ausgabe war eine sogenannte copyright edition, die nur in wenigen Exemplaren erschien)
- UK-Erstausgabe: The Scarlet Plague. Mills & Boon, London 1915.
- Aktuelle Ausgabe: The Scarlet Plague. Dover Publications, 2015, ISBN 978-0-486-80281-7.
- E-Book: The Scarlet Plague im Project Gutenberg
- Audio: Hörbuch bei LibriVox
- Deutsch:
  - Die Scharlachpest. Übersetzt von Edda Fensch. In: Erik Simon, Olaf R. Spittel (Hrsg.): Duell im 25. Jahrhundert: Geschichten von glücklichen Welten und kommenden Zeiten. Reihe Klassische Science-fiction-Geschichten. Das Neue Berlin, Berlin 1987, ISBN 3-360-00083-8. Auch als: Die Scharlachrote Pest. In: Jack London: Phantastische Erzählungen. Phantastische Bibliothek #243. Suhrkamp, Frankfurt am Main 1989, ISBN 3-518-38175-X.
  - Die Scharlachpest. Die eiserne Ferse. Zwei Romane in einem Band. Übersetzt von Erwin Magnus. Büchergilde Gutenberg, Frankfurt am Main 1977, ISBN 3-7632-2114-X.

Neben den genannte Ausgaben ist The Scarlet Plague seit dem Erstdruck in über 100 Sammlungen mit Erzählungen Londons sowie in Anthologien erschienen.